# Below the Heavens
Albums de Blu & Exile
Give Me My Flowers While I Can Still Smell Them
(2012)
Below the Heavens est le premier album studio de Blu & Exile, sorti le 17 juillet 2007.
L'album reçoit un accueil chaleureux de la presse, considérant Below the Heavens comme l'un des meilleurs albums hip hop de 2007.

## Réception
Below the Heavens est accueilli de manière positive par la presse. Adam Thomas de AllHipHop analyse : « Tout au long de l'album, Blu affiche une puissance magnétique avec le micro », rajoutant qu'avec « un début comme Below the Heavens, il ne devrait pas y avoir beaucoup de surprise s'ils finissaient parmi l'Olympe du Hip-Hop ».

## Liste des titres
| No  | Titre                                                                        | Durée |
| --- | ---------------------------------------------------------------------------- | ----- |
| 1.  | My World Is..                                                                | 3:40  |
| 2.  | The Narrow Path                                                              | 5:09  |
| 3.  | So(ul) Amazin' (Steel Blazin')                                               | 4:38  |
| 4.  | Juicen' Dranks (featuring Ta'Raach)                                          | 3:44  |
| 5.  | In Remembrance of Me                                                         | 4:03  |
| 6.  | Blu Colla Workers                                                            | 4:30  |
| 7.  | Dancing in the Rain                                                          | 4:25  |
| 8.  | First Things First (featuring Miguel)                                        | 3:50  |
| 9.  | No Greater Love                                                              | 4:14  |
| 10. | Show Me the Good Life (featuring Aloe Blacc)                                 | 5:23  |
| 11. | Simply Amazin'                                                               | 3:29  |
| 12. | Cold Hearted (featuring Miguel)                                              | 3:12  |
| 13. | The World Is ... (Below the Heavens)                                         | 4:26  |
| 14. | You Are Now in the Clouds With ... (The Koochie Monstas') (featuring Miguel) | 3:49  |
| 15. | I Am...                                                                      | 7:26  |